# Trevor Key
Trevor Key, född 10 juli 1947 i Hull, död 6 december 1995, var en engelsk fotograf och designer.
Han blev känd för omslagsbilden till Mike Oldfields album Tubular Bells från 1973 och designade skivomslag till bland andra New Order, Joy Division, Orchestral Manoeuvres in the Dark och Ultravox. Key samarbetade under många år med Peter Saville. Han gjorde även en del porträttfoton av bland andra Peter Gabriel och var verksam som arkitekturfotograf.
Hans tekniker har haft ett stort inflytande över fotografer och designers. Trevor Key avled 1995 av en hjärntumör. År 2017 anordnades en utställning med fyrtio av hans verk i hemstaden Hull.